# Калгарі Флеймс
«Ка́лгарі Флеймс» (укр. Полум'я Калгарі, англ. Calgary Flames) — професіональна хокейна команда міста Калгарі, провінція Альберта. Заснована 1972 в місті Атланта, Джорджія із назвою «Атланта Флеймс». 1980 команда переїхала до Калгарі, Альберта.

Команда — член Тихоокеанського дивізіону, Західної конференції, Національної хокейної ліги.
Домашнє поле для «Калгарі Флеймс» — Пенгроут-Седдлдоум.
Перший тренер клубу відомий в минулому канадський хокеїст Ел Макніл.
«Флеймс» виграли хокейний трофей Кубок Стенлі у сезоні 1988–1989.

## Суперсерія 1989

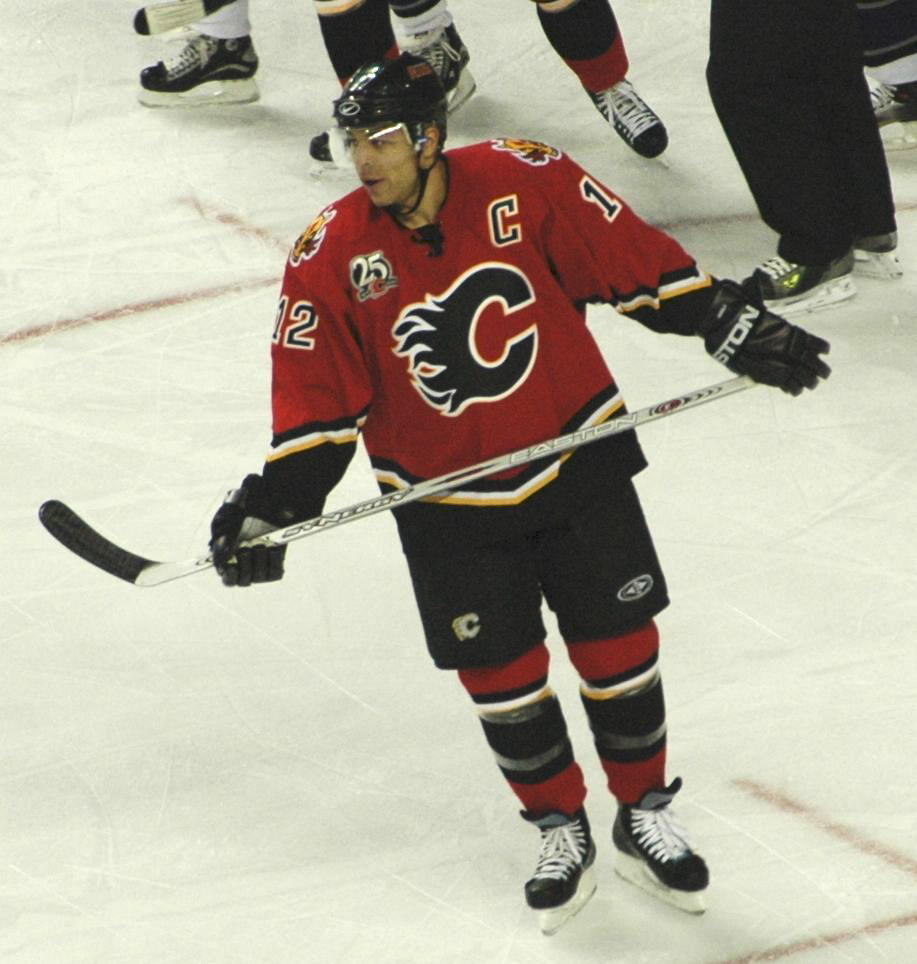
«Калгарі Флеймс»

Восени 1989 року «Вашингтон Кепіталс» і «Калгарі Флеймс» провели по чотири матчі проти команд Радянського Союзу. 16 вересня канадський клуб зіграв у Києві проти місцевого «Сокола»
| №          | Дата | Господарі      | Рахунок | Гості            |
| ---------- | ---- | -------------- | ------- | ---------------- |
| 16.09.1989 | Київ | «Сокіл» (Київ) | 2:5     | «Калгарі Флеймс» |

«Сокіл»: Юрій Шундров (Віталій Самойлов, 31); Андрій Овчинников (2) — Дмитро Зінов'єв, Олександр Годинюк (2) — Сергій Горбушин, Валерій Ширяєв — Сергій Лубнін, Сергій Кров'яков; Анатолій Степанищев — Петро Малков — Вадим Кулабухов, Олег Синьков — Анатолій Найда — Валерій Ботвинко, Раміль Юлдашев — Дмитро Христич — Алі Бурханов, Євген Аліпов — Василь Василенко — Валентин Олецький.
«Калгарі Флеймс»: Рік Вемслі (Геннет, 34); Роджер Юханссон (2) — Дана Мурзин, Бред Маккріммон (2) — Кен Сабурін, Гері Сутер — Рік Наттріс, Ел Мак-Інніс; Сергій Макаров — Джо Ньювендайк — Гері Робертс, Сергій Пряхін — Даг Гілмор (2) — Браєн Маклеллан (2), Їржі Грдіна — Теорен Флері (4) — Пол Рангейм, Марк Гантер — Джоел Отто (2) — Джим Пеплінскі, Тім Гантер.
Голи:
- 0:1 Пряхін (Ньювендайк, Маклеллан, 7)
- 0:2 Гантер (Пеплінскі, 18)
- 1:2 Найда (Синьков, 22)
- 1:3 Мурзин (Макаров, 25)
- 2:3 Зинов'єв (Степанищев, 27, більшість)
- 2:4 Флері (Мак-Інніс, 32, більшість)
- 2:5 М. Гантер (57, більшість)